# Уральское (Ленинградская область)
Уральское (до 1948 года Лахна-Валкама, Нотко, фин. Lahna-Valkama, Notko) — посёлок в Плодовском сельском поселении Приозерского района Ленинградской области.

## Название
Топоним Лахна-Валкама переводится с финского, как Лещовый причал, а топоним Нотко — Лощина. 
Зимой 1948 года деревне Нотко было присвоено переводное наименование Лощинка. Однако позднее, после совещания в Леноблисполкоме, название было изменено и по решению исполкома Кексгольмского райсовета деревня получила новое имя — Уральская. Деревне Лахна-Валкама постановлением собрания колхозников колхоза Лахна-Валкама было одновременно выбрано наименование Малиновка, но спустя несколько месяцев ей также дали название Уральская.

## История
В писцовой книге Водской пятины 1539 года упоминается «деревня Лагновалка у Свята озера».
- Деревня Лахна-Валкама на финской карте 1923 года

До 1939 года деревни Лахна-Валкама и Нотко входили в состав волости Пюхяярви Выборгской губернии Финляндской республики. 
С 1 января 1940 года в составе Карело-Финской ССР.
С 1 августа 1941 года по 31 июля 1944 года финская оккупация.
С 1 ноября 1944 года в составе Пюхяярвского сельсовета Кексгольмского района
С 1 октября 1948 года в составе Отрадненского сельсовета Приозерского района. В ходе укрупнения хозяйства к деревне Лахна-Валкама были присоединены соседние селения Хейноя, Кантила и Пусанмяки, а к деревне Нотко — селения Ниппа, Ноткола, Саунахарью, Тервола, Ляулеля, Каллиола, Харала.
С 1 января 1949 года деревня учитывается как посёлок Уральское.
В 1950 году население посёлка составляло 123 человека.
С 1 февраля 1963 года — в составе Выборгского района.
С 1 января 1965 года — вновь в составе Приозерского района. В 1965 году население посёлка составляло 68 человек. 
По данным 1966, 1973 и 1990 годов посёлок Уральское входил в состав Отрадненского сельсовета.
В 1997 году в посёлке Уральское Отрадненской волости проживали 18 человек, в 2002 году — 25 человек (русские — 92 %).
В 2007 году в посёлке Уральское Плодовского СП проживали 18 человек, в 2010 году — 17 человек.

## География
Посёлок расположен в центральной части района на автодороге 41К-154 (Торфяное — Заостровье).
Расстояние до административного центра поселения — 6 км.
Расстояние до ближайшей железнодорожной станции Отрадное — 8 км. 
Посёлок находится на северном берегу озера Отрадное.

## Демография
| 2007 | 2010 | 2017 |
| ---- | ---- | ---- |
| 18   | ↘17  | ↗33  |

## Улицы
Лесная, Солнечная.